# 料理昔ばなし 〜再現!江戸時代のレシピ〜
『料理昔ばなし 〜再現!江戸時代のレシピ〜』（りょうりむかしばなし さいげん えどじだいのレシピ）は、時代劇専門チャンネルで2013年2月9日から3月30日まで毎週土曜日19:00 - 19:45に放送されていたドラマ仕立ての料理番組。全8回。

## 概要
時代劇専門チャンネルのオリジナル番組。同チャンネルでは『剣客惣菜』以来となる時代劇仕立ての料理番組。
江戸後期の庶民の台所を舞台に、登場人物が調理した毎回2品の料理を、背景にある食文化や食材に関する歴史エピソードなどと合わせて紹介する。料理のレシピは、江戸時代の料理書など当時の文献を参考に、人々が実際に食べていた料理を再現。詳細は番組ホームページに掲載している。
キャストは、主役の料理人・佐吉をすわ親治、その一人息子を松本聖海、隣に住む世話好きな女性を鈴樹志保が演じる。番組の監修者、食文化史研究家の永山久夫が、解説役でドラマの合間に登場する。調理場面では、すわ本人が実際に魚をさばくなど、料理の腕を振るっている。
全編ロケーション撮影。作品の舞台となる佐吉の家は、埼玉県小川町にある国指定重要文化財「吉田家住宅」が使われている。
2013年5月25日より、系列チャンネルであるBSフジでレギュラー放送が開始された。

## 出演者
- 佐吉：すわ親治

かつては江戸一と云われた料理人。世間に嫌気がさして浅草の料亭から一人息子を連れて失踪、山奥に隠棲する。妻・おさととは死別。通称「さきっつぁん」。
- 太助：松本聖海

佐吉の一人息子。通称「タァ坊」。
- お鈴 (おすず)：鈴樹志保

おせっかいな隣人。毎度佐吉の家でご馳走になる。佐吉にひそかに想いを寄せる。庄屋に嫁いだ妹がいる。
VTR出演
- 永山久夫（食文化史研究家）

ドラマパートの合間に出演。登場料理に関する食文化史について解説する。

## コーナー
今昔みやげ探訪
江戸の頃から変わらぬ味を守り続け、人々に愛されてきた全国の名物を紹介する。

## スタッフ
- 語り：杉本るみ
- 脚本・構成：大辻民樹
- シリーズ監修：永山久夫
- 撮影：木下広人、落合勝芳、宮田真
- 美術：杉川廣明
- 美術進行：吉良久仁子、吉良邦宏
- 装飾：高津装飾美術
- タイトル：岩崎光明
- 挿し絵：今野さと子
- CG：PDIC
- フードコーディネイト：里見陽子（キッチンスタジオ ヨーク）
- 協力：フジアール、ビジュアルコミュニケーションズ、オムニバス・ジャパン、ビッグウッド、金沢映像センター、ヴィンテージアイモク
- 撮影協力：吉田家住宅（国指定重要文化財）
- AD：馬場春樹
- ディレクター：神垣光、尾崎拓
- アソシエイトプロデューサー：花苑博康
- プロデューサー：須藤景子
- プロデュース：澤尚志、藤井理子
- 演出：小野寺譲二、松井英泰、伊藤渉
- 制作協力：NEXTEP
- 制作著作：時代劇専門チャンネル

## 放送日程
| 各話  | 放送日        | 料理                                                                                  | 今昔みやげ探訪                        |
| ----- | ------------- | ------------------------------------------------------------------------------------- | ------------------------------------- |
| 第1話 | 2013年2月9日  | 日本の外食の元祖「奈良茶飯」 「今昔物語」にも登場する料理「当座鰤煎炙」               | 船橋屋「くず餅」                      |
| 第2話 | 2013年2月16日 | 近藤勇の大好物!?「玉子ふわふわ」 肝から皮から捨てるところ無し「あんこう鍋（どぶ鍋）」 | あめの俵屋「じろあめ」                |
| 第3話 | 2013年2月23日 | 江戸で一番人気のみそ汁「納豆汁」 “薬食い”の山鯨「いのしし鍋」                         | 佃源 田中屋「佃煮」                   |
| 第4話 | 2013年3月2日  | 江戸で夏の風物詩だった「甘酒はやつくり」 杉の香り漂う上品な料理「はまぐり杉焼き」     | 大藤 麩屋町本店「千枚漬け」           |
| 第5話 | 2013年3月9日  | 海から山への料亭料理「いちご汁」 大ベストセラー「豆腐百珍」より「渦巻き豆腐」         | 赤福「赤福餅」                        |
| 第6話 | 2013年3月16日 | 江戸で大ブームとなった高級天ぷら「金ぷら・銀ぷら」 山芋変じて鰻となる!?「せたやき芋」 | 本家 長門屋「とり飴&だるま飴」        |
| 第7話 | 2013年3月23日 | 和菓子の甘さは干し柿を最上とする「柿衣」 上方で誕生した不思議なお寿司「蒸し寿司」     | 阿部幸商店「谷風味噌」                |
| 第8話 | 2013年3月30日 | 春の訪れを告げる味・筍「笋羹」 武家社会の祝い事に欠かせない魚・鯛「鯛飯」             | 一和「あぶり餅」 かざりや「あぶり餅」 |

## 放送局
| 放送対象地域 | 放送局               | 放送期間               | 放送日時           |
| ------------ | -------------------- | ---------------------- | ------------------ |
| 日本全域     | 時代劇専門チャンネル | 2013年2月9日 - 3月30日 | 土曜 19:00 - 19:45 |
| 日本全域     | BSフジ               | 2013年5月25日 -        | 土曜 18:00 - 18:50 |